# Cruz rusa

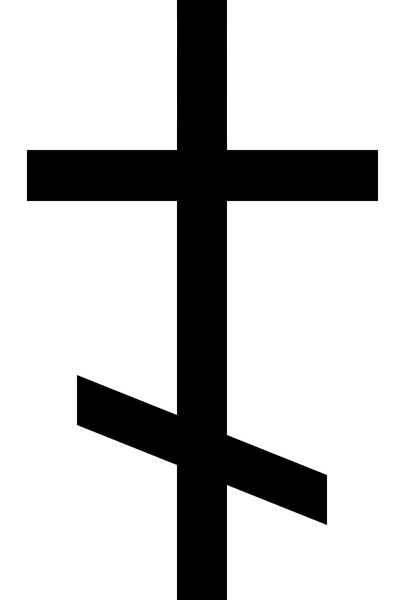
Cruz rusa.

La cruz rusa ortodoxa es una cruz con 2 vigas transversales, la parte superior de la cual es más horizontal y larga, que la parte inferior es diagonal.
En la concilio de Moscú 1654, patriarca de Moscú Nikón ha tomado la decisión de sustituir la cruz ortodoxa 8-finitos en una cruz ortodoxa rusa 6-finitos, que junto con otras innovaciones condujo a la escisión de la Iglesia ortodoxa rusa. En el siglo XIX la cruz rusa ortodoxa se encuentra en el escudo de armas de la Gobernación de Jersón del Imperio ruso, que fue designado como la "Cruz rusa". En Iglesia ortodoxa rusa haz de las inclinar de cruz rusa ortodoxa menor es considerado como las ponderaciones de haces, uno de cuyos extremos se plantea en relación con el arrepentimiento del ladrón que fue crucificado junto a Jesús Cristo. Otro ladrón adyacente crucificado opuesto blasfemado Jesús, denota haz de otro modo inferior termina inclinada hacia abajo.

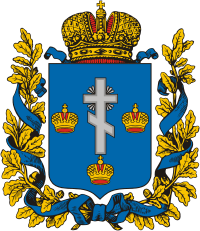
En el escudo de la Gobernación de Jersón del Imperio ruso (siglo XIX)